# Ян Рихлик
 Тази статия е за чешкия българист.  За композитора вижте Ян Рихлик (композитор).  
Ян Рихлик (на чешки: Jan Rychlík) (р. 26 ноември 1954, Прага, Чехословакия) е чешки историк, българист.

## Биография
Ян Рихлик е син на композитора Ян Рихлик. Завършва гимназия с интензивно изучаване на английски език (1970 – 1974). Следва история и етнография в Прага (1974 – 1979). Защитава магистърска теза на тема етнографско проучване на народната религия (1979). Специализира модерна чешка и словашка история и история на Югоизточна Европа.
Следдипломна квалификация в Софийския университет „Св. Климент Охридски“ в София (1979 – 1982 и 1983 – 1984), като в същото време работи и в Института за фолклор при Българската академия на науките. Занимава се с въпроса за формирането на национално съзнание и ролята на фолклоризацията на историята.
През 1985 г. е удостоен със званието кандидат на науките (доктор) – трудът е публикуван през 1997 г. под формата на книга под заглавие Етнос и фолклор (София, Издателство „Везни-4“).
От 1998 г. е редовен доцент по съвременен чешки и словашки език и по история на Чехословакия.
На 1 май 2003 г. Президентът на Чехия го назначава като професор по чешка история. Днес проф. д-р Ян Рихлик работи в Катедрата по чешка история към Философския факултет на Карловия университет в Прага. 